# Cojedebius kathleenae
Cojedebius kathleenae is een rechtvleugelig insect uit de familie sabelsprinkhanen (Tettigoniidae). De wetenschappelijke naam van deze soort is voor het eerst geldig gepubliceerd in 1989 door Kevan.